# Het Werkteater (theatergezelschap)
Het Werkteater was een theatercollectief dat is opgericht in 1970 en als gesubsidieerd gezelschap bestond tot 1987.
Daarna is door vrijwel uitsluitend andere mensen een doorstart gemaakt onder dezelfde naam als het gezelschap dat in opdracht van overheidsinstellingen, het bedrijfsleven en anderen voorstellingen maakte en daardoor zonder subsidie kon bestaan. In 1997 is die vereniging omgevormd tot een Stichting Het Werkteater, dat in 2014 de deuren sloot.
De Koöperatieve vereniging Het Werkteater uit de jaren zeventig is voortgekomen uit de onvrede eind jaren zestig van acteurs over het gebrek aan aandacht voor experimenteel, kleinschalig toneel. Marga Klompé, de toenmalige minister van Cultuur, verleende Het Werkteater een, voor Nederland in die tijd, unieke subsidie voor het opzetten van een 'toneellaboratorium'. Het gezelschap vestigde zich op Kattengat 10 in Amsterdam en ontwikkelde een eigen stijl van werken (geïnspireerd op onder meer het Amerikaanse gezelschap The Living Theatre) met veel ruimte voor improvisatie, actuele en controversiële onderwerpen (zoals criminaliteit, ziekte en dood) en interactie met het publiek. Daarbij werd het publiek ook opgezocht in ziekenhuizen, gevangenissen, psychiatrische inrichtingen en buurthuizen.

## De leden van Het Werkteater
De oorspronkelijke groep die het werktheater in 1970 oprichtte in alfabetische volgorde:
- Yolande Bertsch
- Cas Enklaar
- Peter Faber
- Marja Kok
- Jan Joris Lamers
- Hans Man in 't Veld
- Daria Mohr
- Rense Royaards
- Shireen Strooker
- Gerard Thoolen
- Herman Vinck
- Helmert Woudenberg

Lamers verliet het collectief een jaar later en maakte daarmee plaats voor Joop Admiraal. Later voegden ook Frank Groothof, René Groothof en Olga Zuiderhoek zich bij de groep.

## Films van Het Werkteater
Naast toneel op locatie en in het theater maakte Het Werkteater de volgende films (in chronologische volgorde).
- Toestanden, 1976, naar de gelijknamige voorstelling over het democratiseringsproces in een psychiatrische inrichting die in psychiatrische inrichtingen voor patiënten en verzorgers werd gespeeld. Regie: Thijs Chanowski en Marja Kok.
- Avondrood, 1976, is een 'in one take' gemaakte tv-opname van een realistisch sprookje over de ouderdom dat zich afspeelt in een bejaardentehuis. Regie: Shireen Strooker. Ook van deze op improvisaties gebaseerde voorstelling heeft voor de opname geruime tijd door het land gereisd.
- Camping, 1978, is de enige film van Het Werkteater die niet gebaseerd is op een theatervoorstelling. Wel werd, in de stijl van Het Werkteater, de film al improviserend op een Nederlandse camping opgenomen. Regie: Thijs Chanowski/Marja Kok. Camera: Frans Bromet, Albert de Wildt, Mat van Hensbergen.
- Opname, 1979, naar aanleiding van de theatervoorstellingen 'Je moet ermee leven' en 'Als de dood' waar, ook na honderden voorstellingen vraag naar bleef. Regie: Erik van Zuylen en Marja Kok.
- Hallo Medemens, 1980, is een live tv-opname van een aangepaste tentvoorstelling over drie rijke dames die zwervers, daklozen en junks uitnodigen om samen met hen een gezellige avond door te brengen. Regie: Egbert van Hees en Shireen Strooker.
- Zwoele Zomeravond, 1982, naar de theatervoorstelling 'Een zwoele zomeravond' over allerlei problemen van het duo De Nellico's. Regie: Frans Weisz en Shireen Strooker.
- Bosch en Lucht, 1982, is een registratie van een theatervoorstelling van 'Gewoon Weg' voor televisie. De voorstelling, n.a.v. het honderdjarig bestaan van de Gehandicaptenzorg, over de emancipatie en integratie van geestelijk gehandicapten werd in een tent opgevoerd bij instellingen en tehuizen, stond twee weken in Carré en maakte een tournee langs Duitse podia.
- In U bent mijn moeder, 1984, speelt Joop Admiraal zichzelf én zijn moeder in een humoristisch en geloofwaardig verslag van zijn bezoeken aan zijn dementerende moeder in het verzorgingstehuis. Regie: Jan Ritsema.

## Het Werkteater archief
Na de subsidiestop is het archief van Het Werkteater in beheer genomen door het Theater Instituut Nederland. Dit archief omvat circa zestig voorstellingsregistraties en ongeveer 4200 foto's.
Het TIN gaf Margot van Schayk opdracht op basis van het archief de geschiedenis van het Werkteater te schrijven. Dat werd het boek 'Hallo Medemens!'. Het archief is na opheffing (wegbezuiniging) in 2013 van TIN overgenomen door St. TIN (Theater In Nederland)/UvA bijzondere collecties). Inmiddels staat een belangrijk deel van het werkteaterarchief (inclusief vele films en toneelregistraties) online op de in oktober 2014 gelanceerde website.